# Письма об изучении природы
Письма об изучении природы — основное философское сочинение Герцена, написанное им в 1845 году и опубликованное в журнале «Отечественные записки». Оставаясь диалектиком, Герцен пытается подвести под неё эмпирический базис «естествоведения».

## Содержание
1. Эмпирия и идеализм. Герцен иддилически возносит хвалу Церере по поводу своего уединения в деревне, но критикует Руссо за недооценку роли "цивилизации". "Восстановление первобытной дикости более искусственно, - пишет он, - нежели выжившая из ума цивилизация". "Исторический мир" больших городов (Лондон, Берлин) Герцен находит не менее естественным чем "физический мир". Затем он находит противопоставление философии и "естествоведения". Герцен приветствует развитие таких наук как органическая химия, палеонтология и геология. Однако он сетует, что ученые довольствуются старыми "схоластическим определениями". Поскольку знание слагается из "опыта и умозрения", то "эмпирия непременно должна перейти в спекуляцию". Препятствием для этого служил Аристотель, которого Герцен называет "канонизированным язычником". Нелестно он отзывается об идеализме, именуя его "схоластикой протестантского мира". Герцен призывает философию покончить с "метафизической отвлеченностью" и стать "единством частных наук".
2. Наука и природа, — феноменология мышления. Герцен полагает, что «дело науки — возведение сущего в мысль».
3. Греческая философия. Герцен здесь демонстрирует свою приверженность западничеству, называя Азию страной дисгармонии и утверждая, что «Восток не имел науки». Греческая философия начинается с ионийской философии (Фалес) и заканчивается Аристотелем.
4. Последняя эпоха древней науки
5. Схоластика
6. Декарт и Бэкон
7. Бэкон и его школа в Англии.
8. Реализм. Реализм зародился в Англии — это эмпиризм Бэкона, материализм Гоббса и скептицизм Юма. Однако оформление реализму придали французские энциклопедисты XVIII века.